# Zhou (Familienname)
Zhou (chinesisch 周) ist ein chinesischer Familienname.

## Namensträger

### B
- Zhou Bangyan (1056–1121), Dichter und Komponist von Liedern (詞, Ci)
- Zhou Bingde (* 1937), politische Persönlichkeit in der Volksrepublik China

### C
- Zhou Cheng, chinesischer Autor
- Zhou Chengzhou (* 1982), chinesischer Filmregisseur und Kameramann
- Zhou Chunxiu (* 1978), chinesische Langstreckenläuferin

### D
- Zhou Daguan (13./14. Jh.), chinesischer Autor
- Da Huang Zhou (* 1957), chinesischer Künstler, siehe Zhou Brothers
- Zhou Dongyu (* 1992), chinesische Schauspielerin
- Zhou Dunyi (1017–1073), chinesischer Philosoph

### E
- Zhou Enlai (1898–1976), chinesischer Politiker und Parteifunktionär (KPCh)

### F
- Zhou Fang (General) († 240?), chinesischer General
- Zhou Fang (Maler) (um 740–um 800), chinesischer Maler
- Zhou Fei, chinesischer Schiedsrichterassistent
- Zhou Feng (* 1993), chinesische Ringerin

### G
- Zhou Guangren (1928–2022), chinesische Pianistin
- Zhou Guangzhao (1929–2024), chinesischer Physiker
- Zhou Guanyu (* 1999), chinesischer Automobilrennfahrer

### H
- Zhou Haibin (* 1985), chinesischer Fußballspieler
- Zhou Haiyan (* 1990), chinesische Mittelstreckenläuferin
- Zhou Hang (* 1993), chinesischer Freestyle-Skisportler
- Zhou Haodong (* 1998), chinesischer Badmintonspieler
- Zhou Haohui (* 1977), chinesischer Schriftsteller
- Zhou Haowen (* 2001), chinesischer Sprinter
- Zhou Hui (Schriftsteller), chinesischer Schriftsteller
- Zhou Hui (Badminton) (* 1989), chinesische Badmintonspielerin
- Zhou Huimin (* 2005), chinesische BMX-Freestyle-Fahrerin

### J
- Zhou Jianchao (* 1988), chinesischer Schachmeister
- Zhou Jianping (* 1957), chinesischer Raumfahrtingenieur, Technischer Direktor des bemannten Raumfahrtprogramms der Volksrepublik China
- Zhou Jihong (* 1965), chinesische Wasserspringerin
- Zhou Jincan (* 1961), chinesisch-amerikanischer Badmintonspieler
- Zhou Jiping (* 1952), chinesischer Manager

### K
- Zhou Kaiya (* 1932), chinesischer Biologe und Naturschützer
- Zhou Kelin (* 1988), chinesisch-kanadischer Eishockeyspieler, siehe Colin Joe

### L
- Zhou Lei (* 1970), chinesische Badmintonspielerin
- Lili Zhou (* 1980), US-amerikanische Badmintonspielerin
- Zhou Long (* 1953), US-amerikanischer Komponist und Hochschullehrer chinesischer Herkunft
- Zhou Lüxin (* 1988), chinesischer Turmspringer

### M
- Zhou Mi (Literat) (1232–1298), chinesischer Literat
- Zhou Mi (Badminton) (* 1979), chinesische Badmintonspielerin
- Zhou Mi (Sänger) (* 1986), chinesischer Schauspieler und Sänger
- Min Zhou (* 1956), US-amerikanische Soziologin
- Zhou Mingzhen (1918–1996), chinesischer Paläontologe und Geologe
- Zhou Momo (1991–2023), chinesische Dartspielerin

### N
- Zhou Ning (* 1974), chinesischer Fußballspieler

### P
- Zhou Peishun (* 1962), chinesischer Gewichtheber

### Q
- Zhou Qian (* 1989), chinesische Ringerin
- Zhou Qiang (* 1960), chinesischer Politiker und Parteifunktionär
- Zhou Qifeng (* 1947), chinesischer Chemiker
- Zhou Qihao (* 1997), chinesischer Tischtennisspieler
- Zhou Qing (* 1964), chinesischer Journalist, Sachbuchautor und Regimekritiker
- Zhou Qiren (* 1950), chinesischer Wirtschaftswissenschaftler
- Qiyu Zhou (* 2000), kanadische Schachspielerin
- Quan Zhou (* 1984), chinesischer Pokerspieler

### S
- Shan Zuo Zhou (* 1952), chinesischer Künstler, siehe Zhou Brothers
- Zhou Shen (* 1992), chinesischer Sänger
- Zhou Shiming (* 1981), chinesischer Boxer
- Zhou Shouying (* 1969), chinesische Ruderin
- Zhou Shuguang (* 1981), chinesischer Blogger und Bürgerjournalist
- Zhou Shun (* 1985), chinesischer Beachvolleyballspieler
- Zhou Suhong (* 1979), chinesische Volleyballspielerin

### T
- Zhou Tai († 228), chinesischer General der Wu-Dynastie
- Zhou Tai Wang, chinesischer Ahnherr der Zhou-Dynastie

### V
- Vic Zhou (* 1981), taiwanischer Schauspieler, Sänger und Model
- Vincent Zhou (* 2000), US-amerikanischer Eiskunstläufer

### W
- Zhou Weihui (* 1973), chinesische Schriftstellerin
- Zhou Weizhi (1916–2014), chinesischer Musiker und Politiker
- Zhou Wenju, chinesischer Maler
- Zhou Wenlong (* 1987), chinesischer Badmintonspieler
- Zhou Wenzhong (* 1945), chinesischer Politiker

### X
- Zhou Xiaochuan (* 1948), chinesischer Ökonom
- Zhou Xiaoyang (* 2002), chinesischer Skispringer
- Zhou Xiuhua (* 1966), chinesische Ruderin
- Xin Zhou (* 1955), chinesischer Mathematiker
- Zhou Xingsi (469–521), chinesischer Hofgelehrter
- Zhou Xuan (1918–1957), chinesische Sängerin und Filmschauspielerin
- Zhou Xuepu (1900–1983), chinesischer Germanist, Übersetzer und Hochschullehrer
- Zhou Xun (* 1974), chinesische Schauspielerin

### Y
- Zhou Yan (Softballspielerin) (* 1979), chinesische Softballspielerin
- Zhou Yan (Curlerin) (* 1982), chinesische Curlerin
- Zhou Yan (Rugbyspielerin) (* 1998), chinesische Rugbyspielerin
- Zhou Yang (Literaturtheoretiker) (1908–1989), chinesischer Literaturtheoretiker
- Zhou Yang (Fußballspielerin) (* 1971), chinesische Fußballspielerin

- Zhou Yang (Leichtathletin) (* 1988), chinesische Leichtathletin
- Zhou Yang (Shorttrackerin) (* 1991), chinesische Shorttrackerin
- Zhou Yaqin (* 2005), chinesische Kunstturnerin
- Zhou Yi (* 2005), chinesischer Tennisspieler
- Zhou Yimiao (* 1991), chinesische Tennisspielerin
- Zhou Yongkang (* 1942), chinesischer Politiker
- Zhou Youguang (1906–2017), chinesischer Ökonom und Linguist
- Zhou Yu (General) (175–210), chinesischer Feldherr der Wu-Dynastie
- Zhou Yu (Kanutin) (* 1989), chinesische Kanutin
- Zhou Yu (Tischtennisspieler) (* 1992), chinesischer Tischtennisspieler
- Zhou Yu (Hockeyspielerin) (* 1997), chinesische Hockeyspielerin
- Zhou Yu (Radsportler) (* 1999), chinesischer Bahnradsportler
- Yuanyuan Zhou (* 1971), chinesisch-amerikanische Informatikerin
- Zhou Yuelong (* 1998), chinesischer Snookerspieler

### Z
- Zhou Zhiyan (* 1933), chinesischer Paläobotaniker
- Zhou Zhonghe (* 1965), chinesischer Paläontologe
- Zhou Zijian (1914–2003), chinesischer Politiker
- Zhou Zuoren (1885–1967), chinesischer Übersetzer und Autor